# Сполучені Штати Америки на зимових Паралімпійських іграх 2010
Сполучені Штати Америки на X зимових Паралімпійських іграх, які проходили у 2010 році у канадському Ванкувері, була представлена 50 спортсменами у всіх видах спорту. Прапороносцем на церемонії відкриття Паралімпійських ігор був гірськолижник Гіз Калун, а на церемонії закриття — Монті Маєр (теж гірськолижник). Американські атлети завоювали 13 медалей, з них 4 золоті, 5 срібних та 4 бронзових. Збірна США зайняла шосте загальнокомандне залікове місце.

## Медалісти
| Медаль | Призери | Вид спорту          | Дисципліна                                     |
| ------ | --- | ------------------- | ---------------------------------------------- |
| Золото | Алана Ніколс | Гірськолижний спорт | швидкісний спуск, сидячи (жінки)               |
| Золото | Алана Ніколс | Гірськолижний спорт | гігантський слалом, сидячи (жінки)             |
| Золото | Стефані Віктор | Гірськолижний спорт | суперкомбінація, сидячи (жінки)                |
| Золото | Стівен Кеш Майкл Блабак Джиммі Коннелі Бред Еммерсон Нікко Ландерос Тейлор Чейз Ендрю Тейлор Ліпсетт Алексі Саламоне Джозеф Говард Джошуа Поулс Адам Пейдж Бубба Торес Тім Джонс Енді Йо Грег Шоу | Следж хокей         |                                                |
| Срібло | Марк Батум | Гірськолижний спорт | швидкісний спуск, з вадами зору (чоловіки)     |
| Срібло | Алана Ніколс | Гірськолижний спорт | супергігант, сидячи (жінки)                    |
| Срібло | Лорі Стівенс | Гірськолижний спорт | швидкісний спуск, сидячи (жінки)               |
| Срібло | Стефані Віктор | Гірськолижний спорт | слалом, сидячи (жінки)                         |
| Срібло | Стефані Віктор | Гірськолижний спорт | гігантський слалом, сидячи (жінки)             |
| Бронза | Енді Соул | Біатлон             | гонка переслідування 2,4 км, сидячи (чоловіки) |
| Бронза | Алана Ніколс | Гірськолижний спорт | суперкомбінація, сидячи (жінки)                |
| Бронза | Даннель Умстід | Гірськолижний спорт | швидкісний спуск, з вадами зору (жінки)        |
| Бронза | Даннель Умстід | Гірськолижний спорт | суперкомбінація, з вадами зору (жінки)         |

## Біатлон
| Спортсмен         | Дисципліна                                     | Клас | Фактор % | Кваліфікація      | Кваліфікація | Кваліфікація | Кваліфікація | Фінал             | Фінал   | Фінал     | Фінал |
| Спортсмен         | Дисципліна                                     | Клас | Фактор % | Розрахунковий час | Промахи      | Результат    | Місце        | Розрахунковий час | Промахи | Результат | Місце |
| ----------------- | ---------------------------------------------- | ---- | -------- | ----------------- | ------------ | ------------ | ------------ | ----------------- | ------- | --------- | ----- |
| Енді Соул         | гонка переслідування, 2,4 км, сидячи, чоловіки | LW12 | 100      | 8:38.48           | 0+0          | 8:38.48      | 3 Q          |                   | 1+0     | 10:53.01  | 3     |
| Енді Соул         | 12,4 км, сидячи, чоловіки                      | LW12 | 100      | N/A               | N/A          | N/A          | N/A          | 44:26.2           | 0+0+0+0 | 44:26.2   | 4     |
| Келлі Ундеркофлер | гонка переслідування, 3 км, стоячи, жінки      | LW8  | 97       | 11:40.43          | 1+0          | 12:00.43     | 8 Q          |                   | 1+0     | 14:39.00  | 9     |
| Келлі Ундеркофлер | 12,5 км, стоячи, жінки                         | LW8  | 97       | N/A               | N/A          | N/A          | N/A          | 49:44.1           | 1+1+0+0 | 51:44.1   | 9     |

## Гірськолижний спорт
Чоловіки
| Спортсмен                         | Дисципліна                                   | Клас    | Спуск 1                  | Спуск 1                  | Спуск2       | Спуск2       | Разом             | Разом             |
| Спортсмен                         | Дисципліна                                   | Клас    | Час                      | Місце                    | Час          | Місце        | Час               | Місце             |
| --------------------------------- | -------------------------------------------- | ------- | ------------------------ | ------------------------ | ------------ | ------------ | ----------------- | ----------------- |
| Марк Батум ведучий: Слейтер Сторі | швидкісний спуск, з вадами зору (чоловіки)   | B 3     | N/A                      | N/A                      | N/A          | N/A          | 1:18.63           | 2                 |
| Марк Батум ведучий: Слейтер Сторі | гігантський слалом, з вадами зору (чоловіки) | B 3     | дискваліфікований        | дискваліфікований        | --           | --           | --                | --                |
| Марк Батум ведучий: Слейтер Сторі | слалом, з вадами зору (чоловіки)             | B 3     | 53.04                    | 9                        | 1:17.41      | 11           | 2:10.45           | 11                |
| Марк Батум ведучий: Слейтер Сторі | суперкомбінація, з вадами зору (чоловіки)    | B 3     | супергігант не фінішував | супергігант не фінішував | --           | --           | --                | --                |
| Марк Батум ведучий: Слейтер Сторі | супергігант, з вадами зору (чоловіки)        | B 3     | N/A                      | N/A                      | N/A          | N/A          | 1:23.05           | 4                 |
| Карл Барнетт                      | гігантський слалом, сидячи (чоловіки)        | LW 11   | 1:27.05                  | 16                       | 1:29.40      | 15           | 2:56.45           | 14                |
| Карл Барнетт                      | слалом, сидячи (чоловіки)                    | LW 11   | 53.99                    | 18                       | 59.28        | 9            | 1:53.27           | 9                 |
| Карл Барнетт                      | суперкомбінація, сидячи (чоловіки)           | LW 11   | супергігант 1:37.95      | 15                       | слалом 53.10 | 8            | 2:31.05           | 12                |
| Карл Барнетт                      | супергігант, сидячи (чоловіки)               | LW 11   | N/A                      | N/A                      | N/A          | N/A          | не фінішував      | не фінішував      |
| Гіз Калун                         | слалом, сидячи (чоловіки)                    | LW 12–2 | не фінішував             | не фінішував             | --           | --           | --                | --                |
| Гіз Калун                         | супергігант, сидячи (чоловіки)               | LW 12–2 | N/A                      | N/A                      | N/A          | N/A          | 1:24.77           | 8                 |
| Гіз Калун                         | суперкомбінація, сидячи (чоловіки)           | LW 12–2 | супергігант 1:23.66      | 4                        | слалом 55.33 | 11           | 2:18.99           | 10                |
| Нік Катанзаріте                   | гігантський слалом, сидячи (чоловіки)        | LW 10–1 | 1:50.92                  | 34                       | 1:46.76      | 23           | 3:37.68           | 23                |
| Нік Катанзаріте                   | супергігант, сидячи (чоловіки)               | LW 10–1 | N/A                      | N/A                      | N/A          | N/A          | не фінішував      | не фінішував      |
| Кріс Девлін-Янг                   | швидкісний спуск, сидячи (чоловіки)          | LW 12–1 | N/A                      | N/A                      | N/A          | N/A          | 1:22.65           | 13                |
| Кріс Девлін-Янг                   | гігантський слалом, сидячи (чоловіки)        | LW 12–1 | 1:24.96                  | 12                       | не фінішував | не фінішував | --                | --                |
| Кріс Девлін-Янг                   | слалом, сидячи (чоловіки)                    | LW 12–1 | 54.05                    | 19                       | не фінішував | не фінішував | --                | --                |
| Кріс Девлін-Янг                   | суперкомбінація, сидячи (чоловіки)           | LW 12–1 | супергігант 1:24.01      | 6                        | слалом 52.70 | 7            | 2:16.71           | 7                 |
| Кріс Девлін-Янг                   | супергігант, сидячи (чоловіки)               | LW 12–1 | N/A                      | N/A                      | N/A          | N/A          | 1:21.00           | 4                 |
| Ральф Грін                        | гігантський слалом, стоячи (чоловіки)        | LW 2    | 1:23.97                  | 30                       | 1:24.99      | 29           | 2:48.96           | 29                |
| Ральф Грін                        | слалом, стоячи (чоловіки)                    | LW 2    | 58.11                    | 22                       | 58.67        | 24           | 1:56.78           | 22                |
| Ральф Грін                        | супергігант, стоячи (чоловіки)               | LW 2    | N/A                      | N/A                      | N/A          | N/A          | дискваліфікований | дискваліфікований |
| Джеральд Гайден                   | гігантський слалом, сидячи (чоловіки)        | LW 12–1 | 1:27.32                  | 18                       | не фінішував | не фінішував | --                | --                |
| Джеральд Гайден                   | слалом, сидячи (чоловіки)                    | LW 12–1 | 50.61                    | 8                        | 1:06.43      | 22           | 1:57.04           | 16                |
| Аян Дженсінг                      | гігантський слалом, стоячи (чоловіки)        | LW 9–2  | 1:23.49                  | 28                       | 1:29.30      | 34           | 2:52.79           | 32                |
| Монті Маєр                        | швидкісний спуск, стоячи (чоловіки)          | LW 2    | N/A                      | N/A                      | N/A          | N/A          | 1:28.48           | 22                |
| Монті Маєр                        | слалом, стоячи (чоловіки)                    | LW 2    | 55.31                    | 10                       | 53.98        | 4            | 1:49.29           | 8                 |
| Монті Маєр                        | суперкомбінація, стоячи (чоловіки)           | LW 2    | супергігант 1:33.07      | 16                       | слалом 51.13 | 7            | 2:24.20           | 14                |
| Монті Маєр                        | супергігант, стоячи (чоловіки)               | LW 2    | N/A                      | N/A                      | N/A          | N/A          | 1:31.91           | 27                |
| Джордж Сансонетіс                 | швидкісний спуск, стоячи (чоловіки)          | LW 9–2  | N/A                      | N/A                      | N/A          | N/A          | 1:28.47           | 21                |
| Джордж Сансонетіс                 | гігантський слалом, стоячи (чоловіки)        | LW 9–2  | 1:22.94                  | 26                       | 1:22.48      | 26           | 2:45.42           | 27                |
| Джордж Сансонетіс                 | слалом, стоячи (чоловіки)                    | LW 9–2  | дискваліфікований        | дискваліфікований        | --           | --           | --                | --                |
| Джордж Сансонетіс                 | супергігант, стоячи (чоловіки)               | LW 9–2  | N/A                      | N/A                      | N/A          | N/A          | 1:35.74           | 31                |
| Джо Томпкінс                      | швидкісний спуск, сидячи (чоловіки)          | LW 11   | N/A                      | N/A                      | N/A          | N/A          | не фінішував      | не фінішував      |
| Тайлер Вокер                      | швидкісний спуск, сидячи (чоловіки)          | LW 12–1 | N/A                      | N/A                      | N/A          | N/A          | не фінішував      | не фінішував      |
| Тайлер Вокер                      | гігантський слалом, сидячи (чоловіки)        | LW 12–1 | 1:27.07                  | 17                       | 1:35.49      | 18           | 3:02.56           | 16                |
| Тайлер Вокер                      | слалом, сидячи (чоловіки)                    | LW 12–1 | 53.24                    | 14                       | 1:00.10      | 13           | 1:53.34           | 10                |
| Тайлер Вокер                      | супергігант, сидячи (чоловіки)               | LW 12–1 | N/A                      | N/A                      | N/A          | N/A          | 1:29.28           | 22                |
| Бред Вошбурн                      | швидкісний спуск, стоячи (чоловіки)          | LW 4    | N/A                      | N/A                      | N/A          | N/A          | 1:26.40           | 14                |
| Бред Вошбурн                      | гігантський слалом, стоячи (чоловіки)        | LW 4    | 1:16.97                  | 17                       | 1:17.88      | 16           | 2:34.85           | 16                |
| Бред Вошбурн                      | слалом, стоячи (чоловіки)                    | LW 4    | 54.82                    | 8                        | 54.79        | 10           | 1:49.61           | 9                 |
| Бред Вошбурн                      | супергігант, стоячи (чоловіки)               | LW 4    | N/A                      | N/A                      | N/A          | N/A          | 1:27.93           | 17                |
| Джон Вітні                        | гігантський слалом, стоячи (чоловіки)        | LW 2    | 1:23.67                  | 29                       | 1:23.50      | 28           | 2:47.17           | 28                |
| Джон Вітні                        | слалом, стоячи (чоловіки)                    | LW 2    | 59.61                    | 27                       | 57.68        | 22           | 1:57.29           | 23                |
| Джон Вітні                        | супергігант, стоячи (чоловіки)               | LW 2    | N/A                      | N/A                      | N/A          | N/A          | 1:32.97           | 28                |

Жінки
| Спортсмен                              | Дисципліна                                | Клас    | Спуск 1             | Спуск 1       | Спуск2           | Спуск2           | Разом         | Разом         |
| Спортсмен                              | Дисципліна                                | Клас    | Час                 | Місце         | Час              | Місце            | Час           | Місце         |
| -------------------------------------- | ----------------------------------------- | ------- | ------------------- | ------------- | ---------------- | ---------------- | ------------- | ------------- |
| Еллісон Джонс                          | швидкісний спуск, стоячи (жінки)          | LW 2    | N/A                 | N/A           | N/A              | N/A              | 1:32.32       | 6             |
| Еллісон Джонс                          | гігантський слалом, стоячи (жінки)        | LW 2    | 1:23.07             | 7             | 1:29.19          | 13               | 2:52.26       | 9             |
| Еллісон Джонс                          | слалом, стоячи (жінки)                    | LW 2    | 1:01.12             | 7             | 1:00.07          | 4                | 2:01.19       | 5             |
| Еллісон Джонс                          | суперкомбінація, стоячи (жінки)           | LW 2    | супергігант 1:38.07 | 8             | слалом 58.66     | 2                | 2:36.73       | 5             |
| Еллісон Джонс                          | супергігант, стоячи (жінки)               | LW 2    | N/A                 | N/A           | N/A              | N/A              | 1:38.84       | 9             |
| Річчі Кілгор                           | гігантський слалом, сидячи (жінки)        | LW 12–1 | 1:40.47             | 9             | 1:36.97          | 7                | 3:17.44       | 6             |
| Річчі Кілгор                           | слалом, сидячи (жінки)                    | LW 12–1 | 1:18.64             | 8             | дискваліфікована | дискваліфікована | --            | --            |
| Люба Ловері                            | гігантський слалом, сидячи (жінки)        | LW 12–2 | 1:41.06             | 10            | 1:45.24          | 9                | 3:26.30       | 9             |
| Люба Ловері                            | слалом, сидячи (жінки)                    | LW 12–2 | 1:20.48             | 9             | 1:23.01          | 8                | 2:43.49       | 7             |
| Алана Ніколс                           | швидкісний спуск, сидячи (жінки)          | LW 11   | N/A                 | N/A           | N/A              | N/A              | 1:23.31       | 1             |
| Алана Ніколс                           | гігантський слалом, сидячи (жінки)        | LW 11   | 1:28.04             | 1             | 1:29.53          | 1                | 2:57.57       | 1             |
| Алана Ніколс                           | слалом, сидячи (жінки)                    | LW 11   | 1:31.07             | 11            | 1:15.34          | 5                | 2:46.41       | 8             |
| Алана Ніколс                           | суперкомбінація, сидячи (жінки)           | LW 11   | супергігант 1:40.58 | 2             | слалом 1:06.96   | 5                | 2:47.54       | 3             |
| Алана Ніколс                           | супергігант, сидячи (жінки)               | LW 11   | N/A                 | N/A           | N/A              | N/A              | 1:36.68       | 2             |
| Ганна Пеннінгтон                       | гігантський слалом, стоячи (жінки)        | LW 3–2  | 1:40.82             | 16            | 1:37.58          | 15               | 3:18.40       | 15            |
| Ганна Пеннінгтон                       | слалом, стоячи (жінки)                    | LW 3–2  | 1:12.93             | 17            | 1:11.31          | 16               | 2:24.24       | 16            |
| Кейтлін Сараббі ведучий: Гвінн Воткінс | швидкісний спуск, з вадами зору (жінки)   | B 3     | N/A                 | N/A           | N/A              | N/A              | не фінішувала | не фінішувала |
| Кейтлін Сараббі ведучий: Гвінн Воткінс | гігантський слалом, з вадами зору (жінки) | B 3     | супергігант 1:44.57 | 10            | слалом 1:39.05   | 6                | 3:23.62       | 6             |
| Кейтлін Сараббі ведучий: Гвінн Воткінс | слалом, з вадами зору (жінки)             | B 3     | 1:05.10             | 7             | не фінішувала    | не фінішувала    | –             | –             |
| Кейтлін Сараббі ведучий: Гвінн Воткінс | суперкомбінація, з вадами зору (жінки)    | B 3     | 1:57.53             | 6             | 1:04.49          | 4                | 3:02.02       | 6             |
| Кейтлін Сараббі ведучий: Гвінн Воткінс | супергігант, з вадами зору (жінки)        | B 3     | N/A                 | N/A           | N/A              | N/A              | 1:50.33       | 8             |
| Лора Стівенс                           | швидкісний спуск, сидячи (жінки)          | LW 12–1 | N/A                 | N/A           | N/A              | N/A              | 1:28.26       | 2             |
| Лора Стівенс                           | гігантський слалом, сидячи (жінки)        | LW 12–1 | 1:34.56             | 4             | 1:34.60          | 5                | 3:09.16       | 5             |
| Лора Стівенс                           | слалом, сидячи (жінки)                    | LW 12–1 | 1:09.96             | 6             | 1:18.93          | 6                | 2:28.89       | 5             |
| Лора Стівенс                           | суперкомбінація, сидячи (жінки)           | LW 12–1 | супергігант 1:46.79 | 5             | слалом 1:06.22   | 3                | 2:53.01       | 5             |
| Лора Стівенс                           | супергігант, сидячи (жінки)               | LW 12–1 | N/A                 | N/A           | N/A              | N/A              | 1:38.38       | 4             |
| Елітса Сторі                           | швидкісний спуск, стоячи (жінки)          | LW 2    | N/A                 | N/A           | N/A              | N/A              | не стартувала | не стартувала |
| Елітса Сторі                           | гігантський слалом, стоячи (жінки)        | LW 2    | не фінішувала       | не фінішувала | --               | --               | --            | --            |
| Елітса Сторі                           | слалом, стоячи (жінки)                    | LW 2    | 1:09.76             | 15            | не стартувала    | не стартувала    | --            | --            |
| Даннель Умстід ведучий: Роб Умстід     | швидкісний спуск, з вадами зору (жінки)   | B 2     | N/A                 | N/A           | N/A              | N/A              | 1:30.18       | 3             |
| Даннель Умстід ведучий: Роб Умстід     | гігантський слалом, з вадами зору (жінки) | B 2     | 1:37.90             | 7             | 2:03.74          | 8                | 3:41.64       | 8             |
| Даннель Умстід ведучий: Роб Умстід     | слалом, з вадами зору (жінки)             | B 2     | не фінішував        | не фінішував  | --               | --               | --            | --            |
| Даннель Умстід ведучий: Роб Умстід     | суперкомбінація, з вадами зору (жінки)    | B 2     | супергігант 1:41.70 | 3             | слалом 1:07.05   | 6                | 2:48.75       | 3             |
| Даннель Умстід ведучий: Роб Умстід     | супергігант, з вадами зору (жінки)        | B 2     | N/A                 | N/A           | N/A              | N/A              | 1:40.62       | 4             |
| Стефані Віктор                         | швидкісний спуск, сидячи (жінки)          | LW 12–2 | N/A                 | N/A           | N/A              | N/A              | 1:36.99       | 4             |
| Стефані Віктор                         | гігантський слалом, сидячи (жінки)        | LW 12–2 | 1:29.49             | 2             | 1:32.29          | 3                | 3:01.78       | 2             |
| Стефані Віктор                         | слалом, сидячи (жінки)                    | LW 12–2 | 1:04.57             | 1             | 1:08.06          | 2                | 2:12.63       | 2             |
| Стефані Віктор                         | суперкомбінація, сидячи (жінки)           | LW 12–2 | супергігант 1:38.46 | 1             | слалом 1:02.25   | 1                | 2:40.71       | 1             |
| Стефані Віктор                         | супергігант, сидячи (жінки)               | LW 12–2 | N/A                 | N/A           | N/A              | N/A              | 1:40.36       | 6             |

## Керлінг на візках
Склад команди
| Позиція  | Спортсмен         |
| -------- | ----------------- |
| Скіп     | Августо Перес     |
| Третій   | Патрік Макдональд |
| Другий   | Джеймс Пірс       |
| Лідер    | Жакі Капіновські  |
| Запасний | Джеймс Джозеф     |
| Тренер   | Стів Браун        |

### Груповий турнір
| Країна          | Скіп             | W | L |
| --------------- | ---------------- | - | - |
| Канада          | Джим Армстронг   | 7 | 2 |
| США             | Августо Перес    | 7 | 2 |
| Південна Корея  | Гаксун Кім       | 6 | 3 |
| Італія          | Андреа Табанеллі | 5 | 4 |
|                 |                  |   |   |
| Швеція          | Яль Юнгнель      | 5 | 4 |
| Норвегія        | Руне Лорентцен   | 3 | 6 |
| Велика Британія | Майкл Макріді    | 3 | 6 |
| Німеччина       | Єнс Єгер         | 3 | 6 |
| Японія          | Йодзі Накадзіма  | 3 | 6 |
| Швейцарія       | Манфред Боллігер | 3 | 6 |

Результати поєдинків
Команда США виграла 7 та програла 2 поєдинки і вийшла у групі на другу позицію.
| Draw 1 - Майданчик A | 1 | 2 | 3 | 4 | 5 | 6 | 7 | 8 | Загалом |
| Південна Корея (Kim) | 0 | 0 | 3 | 0 | 3 | 0 | 0 | 0 | 6       |
| США (Perez)          | 1 | 1 | 0 | 2 | 0 | 2 | 2 | 1 | 9       |

| Draw 2 - Майданчик D | 1 | 2 | 3 | 4 | 5 | 6 | 7 | 8 | Загалом |
| Канада (Armstrong)   | 0 | 4 | 2 | 2 | 0 | 2 | 0 | X | 10      |
| США (Perez)          | 2 | 0 | 0 | 0 | 1 | 0 | 2 | X | 5       |

| Draw 3 - Майданчик C | 1 | 2 | 3 | 4 | 5 | 6 | 7 | 8 | Загалом |
| США (Perez)          | 0 | 0 | 2 | 1 | 0 | 1 | 1 | 1 | 6       |
| Німеччина (Jaeger)   | 1 | 3 | 0 | 0 | 1 | 0 | 0 | 0 | 5       |

| Draw 5 - Майданчик D | 1 | 2 | 3 | 4 | 5 | 6 | 7 | 8 | Загалом |
| США (Perez)          | 2 | 0 | 2 | 2 | 0 | 1 | 0 | 1 | 8       |
| Італія (Tabanelli)   | 0 | 1 | 0 | 0 | 0 | 0 | 1 | 0 | 2       |

| Draw 6 - Майданчик B        | 1 | 2 | 3 | 4 | 5 | 6 | 7 | 8 | 9 | Загалом |
| Велика Британія (McCreadie) | 0 | 0 | 0 | 2 | 0 | 2 | 0 | 3 | 0 | 7       |
| США (Perez)                 | 1 | 1 | 3 | 0 | 1 | 0 | 1 | 0 | 1 | 8       |

| Draw 8 - Майданчик A | 1 | 2 | 3 | 4 | 5 | 6 | 7 | 8 | Загалом |
| США (Perez)          | 0 | 2 | 0 | 1 | 0 | 1 | 0 | X | 4       |
| Швеція (Jungnell)    | 2 | 0 | 1 | 0 | 1 | 0 | 2 | X | 6       |

| Draw 9 - Майданчик C | 1 | 2 | 3 | 4 | 5 | 6 | 7 | 8 | Загалом |
| Норвегія (Lorentzen) | 0 | 0 | 3 | 0 | 0 | 3 | 0 | 2 | 8       |
| США (Perez)          | 2 | 1 | 0 | 3 | 2 | 0 | 1 | 0 | 9       |

| Draw 10 - Майданчик B | 1 | 2 | 3 | 4 | 5 | 6 | 7 | 8 | Загалом |
| США (Perez)           | 0 | 6 | 0 | 0 | 0 | 1 | 1 | X | 8       |
| Японія (Nakajima)     | 1 | 0 | 1 | 0 | 1 | 0 | 0 | X | 3       |

| Draw 11 - Майданчик A | 1 | 2 | 3 | 4 | 5 | 6 | 7 | 8 | Загалом |
| Швейцарія (Bolliger)  | 0 | 0 | 0 | 1 | 0 | 1 | 0 | X | 2       |
| США (Perez)           | 2 | 1 | 1 | 0 | 3 | 0 | 1 | X | 8       |

### Півфінал
| Майданчик C          | 1 | 2 | 3 | 4 | 5 | 6 | 7 | 8 | Загалом |
| США (Perez)          | 2 | 0 | 2 | 0 | 0 | 0 | 1 | 0 | 5       |
| Південна Корея (Kim) | 0 | 1 | 0 | 3 | 1 | 1 | 0 | 1 | 7       |

### Поєдинок за бронзу
| Майданчик D       | 1 | 2 | 3 | 4 | 5 | 6 | 7 | 8 | Загалом |
| США (Perez)       | 0 | 1 | 0 | 3 | 0 | 0 | 1 | 0 | 5       |
| Швеція (Jungnell) | 3 | 0 | 1 | 0 | 1 | 1 | 0 | 1 | 7       |

## Лижні перегони
Чоловіки
| Спортсмен    | Дисципліна           | Клас   | Фактор % | Кваліфікація            | Кваліфікація | Півфінал   | Півфінал   | Фінал                   | Фінал |
| Спортсмен    | Дисципліна           | Клас   | Фактор % | Результат               | Місце        | Результат  | Місце      | Результат               | Місце |
| ------------ | -------------------- | ------ | -------- | ----------------------- | ------------ | ---------- | ---------- | ----------------------- | ----- |
| Шон Галстед  | спринт, 1 км, сидячи | LW11.5 | 98       | CT: 2:18.72 RT: 2:21.55 | 10           | не пройшов | не пройшов | не пройшов              | 10    |
| Шон Галстед  | 10 км, сидячи        | LW11.5 | 98       | N/A                     | N/A          | N/A        | N/A        | CT: 28:35.8 RT: 29:10.8 | 7     |
| Шон Галстед  | 15 км, сидячи        | LW11.5 | 98       | N/A                     | N/A          | N/A        | N/A        | CT: 43:25.6 RT: 44:18.8 | 9     |
| Кріс Клебль  | спринт, 1 км, сидячи | LW11   | 94       | CT: 2:18.39 RT: 2:27.22 | 9            | не пройшов | не пройшов | не пройшов              | 9     |
| Кріс Клебль  | 10 км, сидячи        | LW11   | 94       | N/A                     | N/A          | N/A        | N/A        | CT: 29:39.7 RT: 31:33.3 | 16    |
| Кріс Клебль  | 15 км, сидячи        | LW11   | 94       | N/A                     | N/A          | N/A        | N/A        | CT: 43:13.7 RT: 45:59.3 | 8     |
| Грег Маллорі | спринт, 1 км, сидячи | LW11   | 94       | CT: 2:21.89 RT: 2:30.95 | 18           | не пройшов | не пройшов | не пройшов              | 18    |
| Грег Маллорі | 10 км, сидячи        | LW11   | 94       | N/A                     | N/A          | N/A        | N/A        | CT: 30:35.3 RT: 32:32.4 | 24    |
| Грег Маллорі | 15 км, сидячи        | LW11   | 94       | N/A                     | N/A          | N/A        | N/A        | CT: 46:30.6 RT: 46:30.6 | 26    |
| Енді Соул    | спринт, 1 км, сидячи | LW12   | 100      | 2:19.77                 | 11           | не пройшов | не пройшов | не пройшов              | 11    |
| Енді Соул    | 10 км, сидячи        | LW12   | 100      | N/A                     | N/A          | N/A        | N/A        | 29:18.7                 | 12    |
| Енді Соул    | 15 км, сидячи        | LW12   | 100      | N/A                     | N/A          | N/A        | N/A        | 43:32.8                 | 10    |

Жінки
| Спортсмен         | Дисципліна           | Клас | Фактор % | Кваліфікація            | Кваліфікація | Півфінал                | Півфінал   | Фінал                     | Фінал |
| Спортсмен         | Дисципліна           | Клас | Фактор % | Результат               | Місце        | Результат               | Місце      | Результат                 | Місце |
| ----------------- | -------------------- | ---- | -------- | ----------------------- | ------------ | ----------------------- | ---------- | ------------------------- | ----- |
| Моніка Баскіо     | спринт, 1 км, сидячи | LW11 | 94       | CT: 2:43.73 RT: 2:54.18 | 8 Q          | CT: 2:56.90 RT: 3:08.19 | 4          | не пройшов                | 8     |
| Моніка Баскіо     | 5 км, сидячи         | LW11 | 94       | N/A                     | N/A          | N/A                     | N/A        | CT: 16:32.4 RT: 17:35.7   | 10    |
| Моніка Баскіо     | 10 км, сидячи        | LW11 | 94       | N/A                     | N/A          | N/A                     | N/A        | CT: 34:33.9 RT: 36:46.3   | 9     |
| Келлі Ундеркофлер | спринт, 1 км, стоячи | LW8  | 92       | CT: 4:51.17 RT: 5:16.49 | не пройшов   | не пройшов              | не пройшов | не пройшов                | 13    |
| Келлі Ундеркофлер | 5 км, стоячи         | LW8  | 92       | N/A                     | N/A          | N/A                     | N/A        | CT: 18:37.2 RT: 20:14.3   | 10    |
| Келлі Ундеркофлер | 15 км, стоячи        | LW8  | 92       | N/A                     | N/A          | N/A                     | N/A        | CT: 58:19.6 RT: 1:00:07.8 | 8     |

Ключі
- RT = реальний час
- CT = розрахунковий час

## Следж-хокей
| Склад команди | Група A              | Група A | Semifinal         | Фінал             | Фінал |
| Склад команди | Опонент Результат    | Місце   | Опонент Результат | Опонент Результат | Місце |
| --- | -------------------- | ------- | ----------------- | ----------------- | ----- |

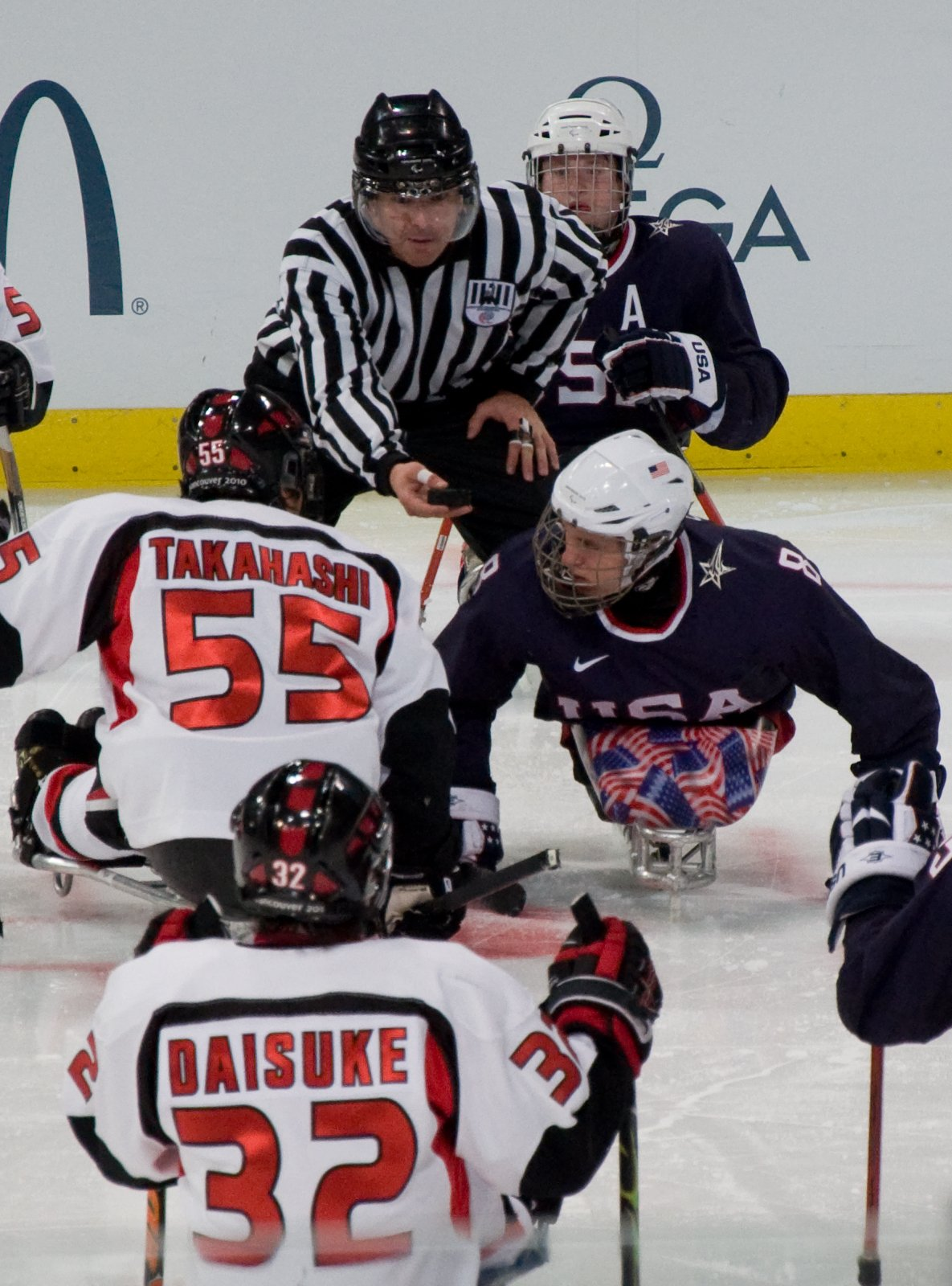
Команда США у грі проти команди Японії, 16 березня 2010.

| Стівен Кеш Майкл Блабак Джиммі Коннелі Бред Еммерсон Нікко Ландерос Тейлор Чейз Ендрю Тейлор Ліпсетт Алексі Саламоне Джозеф Говард Джошуа Поулс Адам Пейдж Бубба Торес Тім Джонс Енді Йо Грег Шоу Тренер: Рей Малюта | Південна Корея W 5–0 | 1 Q     | Норвегія W 3–0    | Японія W 2–0      | 1     |
| Стівен Кеш Майкл Блабак Джиммі Коннелі Бред Еммерсон Нікко Ландерос Тейлор Чейз Ендрю Тейлор Ліпсетт Алексі Саламоне Джозеф Говард Джошуа Поулс Адам Пейдж Бубба Торес Тім Джонс Енді Йо Грег Шоу Тренер: Рей Малюта | Чехія W 3–0          | 1 Q     | Норвегія W 3–0    | Японія W 2–0      | 1     |
| Стівен Кеш Майкл Блабак Джиммі Коннелі Бред Еммерсон Нікко Ландерос Тейлор Чейз Ендрю Тейлор Ліпсетт Алексі Саламоне Джозеф Говард Джошуа Поулс Адам Пейдж Бубба Торес Тім Джонс Енді Йо Грег Шоу Тренер: Рей Малюта | Японія W 6–0         | 1 Q     | Норвегія W 3–0    | Японія W 2–0      | 1     |